# Sindrome di Samo
La sindrome di Samo è il termine con cui alcuni studiosi italiani denominano un disturbo che coinvolge l'area dell'affettività, della sessualità e della relazionalità dell'individuo che ne è colpito. L'affezione si presenta come un marcato (e a volte ossessivo) attaccamento ad un partner malato e una predilezione per i rapporti sessuali con soggetti portatori di malattie contagiose o, preferenzialmente, affetti da malattie sessualmente trasmissibili (MST) come l'AIDS, la gonorrea, la sifilide, l'epatite C e la lebbra, senza che vi sia alcuna preoccupazione per le pratiche cautelative di protezione dal contagio.

## Origine del nome
La sindrome prende il nome dall'omonima isola greca del mar Egeo, Samo (in greco: Σάμος), che ospitava un lebbrosario dove accadde un fatto insolito, riportato dallo scrittore Guido Ceronetti nel libro Il silenzio del corpo, in cui riferisce un episodio tratto dal resoconto Voyage chez les lépreux (Viaggio tra i lebbrosi) del Dottor Démétrios Alexandre Zambaco Pacha, corrispondente da Costantinopoli in Turchia, della Facoltà di Medicina dell'Università la Sorbona di Parigi:
(Ceronetti G., 1979)

## Psicodinamica
La sindrome di Samo non è citata nel DSM, ma può essere inclusa nelle forme parafiliche della patofilia o nosofilia (dal greco páthos o nosos e philía), caratterizzate dall'amore per la sofferenza (páthos) o per la malattia (nosos) che affligge soggetti portatori di patologie con caratteristiche epidemiche e facilmente trasmissibili per via sessuale. Nell'ambito di una indagine condotta nelle istituzioni segreganti, come le comunità terapeutiche, le carceri e le residenze sanitarie assistenziali, al fine di rintracciare le psicopatologie eventualmente presenti nei soggetti coartati a causa di un trascorso deviante, è stato rilevato che, nel 16,5% degli utenti di queste strutture, erano presenti i sintomi caratteristici della sindrome di Samo.
In una prospettiva psicodinamica si può ipotizzare che, alla base del rapporto con la persona portatrice dell'affezione contagiosa, può esservi un forte legame affettivo ma spesso può sussistere una forma di sacrificio trascendentale, autolesionismo, tendenze suicidarie a connotazione eroica e socialmente giustificabili, immolazione e dedizione totale nei confronti della patologia trasmissibile, più che della persona malata. Nel caso dell'AIDS e delle MST (malattie sessualmente trasmissibili) si può osservare che "il virus paradossalmente diventa più che un nemico minaccioso, un prezioso alleato in questa ricerca di un rapporto simbiotico, e l'infezione è inconsciamente vissuta come un collante insostituibile che cementa la coppia in maniera estrema e impenetrabile al resto del mondo; il profilattico è vissuto come fattore intrusivo nel rapporto ed il desiderio di proteggersi come un tradimento al partner".
Alcuni autori sottolineano che i processi psichici sottostanti al comportamento di questa sindrome, possono essere ricercati in relazioni conflittuali verificatesi con precedenti figure d'attaccamento, in particolare, padri violenti possono produrre donne sintomatiche della sindrome di Samo, al fine di riguadagnare il rispetto, la stima e l'affetto di cui si sono sentite private dal genitore, mentre, uomini colpiti dalla sindrome possono aver sperimentato madri dominanti o anaffettive, motivi sufficienti a spingerli verso una donazione incondizionata di sé ad una donna portatrice di una malattia trasmissibile.

## Anamnesi e diagnosi
La raccolta dei dati, attraverso ciò che riferisce direttamente il paziente (sintomi), i suoi familiari e/o il partner, unitamente ai segni rilevati dal clinico (semeiotica), che nell'insieme costituiscono l'anamnesi, può essere integrata da questionari che indagano specificamente questo disturbo (v. ad esempio il test sessuale-relazionale SESAMO), al fine di consentire al clinico la formulazione di una corretta diagnosi della sindrome di Samo. L'uso di indagini strumentali, quali i test validati e standardizzati, consente inoltre di effettuare quella diagnosi differenziale necessaria a dirimere eventuali ipotesi dubbie o situazioni borderline.